# ابینگر همر
ابینگر همر (به انگلیسی: Abinger Hammer) یک روستا در بریتانیا است که در ساری واقع شده‌است.